# Catocala pretiosa
Catocala pretiosa är en fjärilsart som beskrevs av Joseph Albert Lintner 1876. Catocala pretiosa ingår i släktet Catocala och familjen nattflyn. Inga underarter finns listade i Catalogue of Life.